# 한반도통일미래센터
한반도통일미래센터(韓半島統一未來센터, Center for Unified Korean Future)는 한반도 통일미래를 위하여 남북 간 청소년 교류 및 통일체험 연수 등에 관한 사무를 관장하는 대한민국 통일부의 소속기관이다. 2014년 8월 27일에 발족하였으며, 경기도 연천군 전곡읍 남계로 408에 위치하고 있다. 센터장은 부이사관으로 보한다.

## 직무
- 주요업무계획의 수립·조정 및 평가
- 남북 간 청소년 교류 관련 사업의 추진
- 통일체험연수 프로그램의 개발 및 운영
- 세대·계층별 소통 활성화 프로그램의 개발 및 운영
- 센터에서의 남북 인적 교류 등 행사 지원
- 센터 이용 수요조사 및 국내외 홍보

## 연혁
- 2008년 6월: 이명박 대통령이 비무장지대 평화적 이용 차원에서 DMZ 내에 청소년 체육시설 건립 검토 지시
- 2009년 10월: 현실 상황을 감안하여 DMZ 인근으로 조정.
- 2014년 8월 27일: 한반도통일미래센터 설치.[3]
- 2014년 11월 12일: 한반도통일미래센터 개관.[4]

## 조직

### 센터장
- 기획운영과[5]
- 관리과[5]